# チンキ
チンキ（蘭: tinctuur、独: Tinktur、英: tincture）、チンキ剤とは、生薬やハーブの成分をエタノール、またはエタノールと精製水の混合液に浸すことで作られる液状の製剤である。

## 製造・保管
一般的な製法としては、生薬などの材料を小さく切り刻み、冷浸法（アンフルラージュ、enfleurage）またはパーコレーション法を用いてつくられる。
チンキには多量のエタノールが含まれており、引火性が強いため、気密容器に入れ火気を避けて保存しなくてはならない。

## 代表的なチンキの種類
- ハーブチンキ
- アヘンチンキ
- 苦味チンキ
- トウガラシチンキ
- ホミカチンキ
- バニラチンキ

## チンキではないもの
- ヨードチンキ（通称「ヨーチン」、蘭語 Joodtinctuur・独語 Iodtinktur）は生薬から抽出されたものではないのでチンキではないが、慣例的にチンキと呼ばれている。
- マーキュロクロム液（通称「赤チン」）は、マーキュロクロムを水に溶かしたものであり、チンキではない。
- タムシチンキの主成分であるサリチル酸は生薬製剤ではないため、チンキではない。一方で、同じく水虫やタムシの治療に用いられる土槿皮チンキは槿皮チンキを配合しているため、チンキといえる。